# Jury citoyen
Un jury citoyen est une assemblée temporaire désignée par tirage au sort ou choisie par une autre méthode aléatoire (démarchage dans la rue, etc.) pour orienter certaines décisions politiques. Le but est de renforcer la participation citoyenne dans les processus politiques et/ou d'éclairer la prise de décision dans des situations complexes en consultant un échantillon de la population.
Les jurys citoyens se distinguent par différentes procédures qui l'organisent. Ils se déploient dans des situations très diverses et selon des modalités d'organisations elles-mêmes multiples : réunions de quartier, sondages délibératifs, conférences de citoyens, forums thématiques, forums délibératifs, cercles Samoan, jurys citoyens, etc.
Les jurys citoyens sont utilisés dans de nombreux pays depuis les années 1990 et ont un cadre plus officiel dans certains pays comme l'Allemagne (notamment à Berlin), au Danemark ou en Espagne[réf. nécessaire].
Les jurys citoyens « se singularisent par la lourdeur et la précision de leur procédure, comme par la complexité des enjeux qui leur sont soumis, généralement situés à l'interface sciences-techniques/société ».

## Origine
Dans les années 1970, en Allemagne, Peter Dienel, un sociologue travaillant pour une administration chargée de la rénovation de quartiers urbains, cherche à associer les habitants à la conception des projets. Pour lui les réunions publiques ne constituent pas le bon outil : elles peuvent mobiliser un grand nombre de personnes mais ne parviennent pas à concerner tous les groupes sociaux. De plus, les débats trop brefs ne débouchent le plus souvent que sur des revendications hétéroclites et pas toujours réalistes, voire sur un clivage entre les visions des participants plutôt que sur un consensus. Pendant des années, Dienel expérimente de nouveaux dispositif de formation et de recueil de la parole des citoyens, jusqu’à aboutir à ce qu’il appelle les « cellules de planification » (Planungszelle) : des groupes de vingt-cinq personnes tirées au sort parmi les habitants d’un quartier et mobilisés pendant plusieurs jours, qui reçoivent des éléments de formation et d’information sur le problème à traiter, puis qui délibèrent pour élaborer des recommandations. Le principe des jurys citoyens s'inspire de ce concept en l'élargissant à toutes les décisions politiques locales. Le terme de « jury citoyen » (citizens' jury) a été d'abord employé par le politologue américain Ned Crosby à partir des années 1980 lorsqu'il crée aux États-Unis, quelques années plus tard, des groupes fonctionnant sur le même principe. Ceux-ci se penchent le plus souvent sur des questions de portée locale, « l’expertise du quotidien » étant souvent mise en avant pour légitimer l’intervention citoyenne. 

## Nouvelles perspectives
Elles apparaissent en 1987, quand le Conseil danois de la technologie, affine la méthode qu'il baptise "Conférence de consensus". Il mobilise un groupe de citoyens à qui il soumet une question qui n’appartient en rien à l’espace local, celle de l’usage des organismes génétiquement modifiés dans l’alimentation et l’agriculture. Ce n’est pas, alors, le bon sens et la connaissance empirique des citoyens qui sont invoqués pour justifier leur intervention, mais leur caractère profane et leur sens de la responsabilité. 
Le modèle danois s’est exporté en Belgique, en Espagne (où il est parfois appelé NIP - Nucleo de intervencion participativa) et dans bien d’autres pays. En France, il est connu sous le nom de Conférence de citoyens. Il ne s’agit pas d’un organe de prise de décision, mais le plus souvent d’un outil d’aide à la décision, à statut consultatif, temporairement mis en œuvre par des autorités politiques désireuses de disposer d’une vision de leur opinion publique sur un sujet défini par elles. Le plus souvent, les animateurs de jurys citoyens mobilisent des savoir-faire issus de la facilitation (c’est-à-dire de l’animation de collectifs de travail) ou de la médiation.
En 2012, la méthode est reprise, à échelle mondiale, sous l'égide de l'ONU qui pour préparer la Conférence d'Hyderabad sur la diversité biologique organise avec le Conseil danois de la technologie un évènement dit « World Wide Views on Biodiversity » (WWVB)  : Cette consultation mobilise environ 4000 simples citoyens (de 16 ans et plus) dans 40 pays. Ils sont invités à répondre à un sondage mondial organisé simultanément dans ces pays (Congo, Cameroun, Maldives, Bolivie, Brésil, Costa Rica, Canada, États-Unis, Danemark, Allemagne, Chine, Japon, États-Unis, France…) le 15 septembre 2012. La synthèse tiendra lieu de propositions citoyennes sur de grandes questions et enjeux de biodiversité. En France des citoyens volontaires se mobiliseront à La Réunion, avec l'aide du Conseil régional de La Réunion, et à Lille dans les locaux du Conseil régional Nord-Pas-de-Calais ; en partenariat avec la Fondation Hulot pour la Nature et l'Homme et Terra Eco. Le panel de citoyens est tiré au sort parmi un groupe de volontaires, en répondant à certains critères (ils doivent être des citoyens ordinaires, ni élus, ni spécialistes de ces questions). Ces citoyens après avoir visionné des films portant sur ces sujets, témoignent et débattent pour se forger une opinion éclairée puis formuler des recommandations sur les enjeux majeurs de la biodiversité. Le protocole de travail est commun aux 40 pays, afin de produire des résultats comparables, qui seront publiés le 17 septembre 2012. En France, le cabinet "Missions publiques" en fera une synthèse qui sera transmise aux décideurs de la COP d'Hydérabad. Les organisateurs de France communiqueront ces résultats au Président de la République, au Premier ministre et à la Ministre de l'écologie, mais aussi les négociateurs français et européens de la conférence d'Hyderābād. Ces mêmes résultats seront ensuite présentés aux délégations présentes lors de la Conférence, de manière à encourager un « mode de gouvernance intégrant davantage la parole citoyenne » et la prise en compte des « priorités des citoyens « ordinaires » concernant la problématique de la biodiversité », deux moyens de répondre à l'« enjeu A » des objectifs d'Aichi.

## Fonctionnement
Bien que le fonctionnement des jurys citoyens puisse varier, il existe quelques constantes :
- Le nombre de jurés est limité pour permettre des débats plus efficaces (généralement à une dizaine ou une vingtaine) ;
- Les jurés sont tirés au sort pour obtenir un panel représentatif des personnes concernées par le processus politique à arbitrer (une minorité des jurés est parfois désignée dans les milieux associatifs) ;
- Les jurés sont officiellement libérés de leurs obligations professionnelles et familiales et sont souvent indemnisés financièrement ;
- La participation aux jurys citoyens est volontaire (aucune pénalité ne touche ceux qui refusent d'y participer) ;
- Les périodes de délibération sont précédées d'une phase d'apprentissage, qui peut se limiter, dans certains cas à la simple lecture d'un document résumant les enjeux du débat mais qui comprend généralement des débats avec des experts et des représentants d'associations porteurs d'opinions contrastées sur la question posée ;
- Les périodes de délibération sont généralement courtes (2 à 4 jours).

## Critiques
Les critiques faites aux jurys citoyens sont de plusieurs ordres :
- leur caractère limité en termes de mobilisation. Elles concernent généralement de petits groupes, d'une à quelques dizaines de participants, ce qui peut apparaître limité pour en faire des outils d'une démocratie "participative". Il existe des expériences de sondage délibératif qui sont assez similaires dans l'esprit mais plus brèves et concernant plusieurs milliers de personnes, notamment les "Town Meetings" menés aux États-Unis par l'association America Speaks.
- les risques de manipulation des citoyens, par une information biaisée ou une animation influençant leur réflexion. Bien qu'il existe des moyens de se prémunir contre ces risques (en avertir les citoyens, accepter la présence d'observateurs au cours de la conférence, etc.) le dispositif lui-même crée un cadre (une question initiale, des modes de discussion, etc.) qui sont rarement remis en cause.
- leurs coûts : indemnisation et formation des jurés, organisation des débats préparatoires, etc. En Espagne, où les jurés sont très nombreux, le coût peut aller de 5 000 euros pour 50 jurés jusqu'à 100 000 euros pour 300 jurés[11], hors financement éventuel d'un prestataire extérieur. Dans le cas de jurys décisionnaires, ce coût est amorti par les processus qu'il remplace alors que pour les jurys consultatifs, il vient s'y ajouter.

## Applications

### Allemagne
Les jurys citoyens (Bürgerforum) sont notamment utilisés depuis 2001 dans 17 quartiers de Berlin pour décider d'une partie de leur budget (500 000 euros). Ils sont constitués pour majorité de résidents tirés au sort (quelle que soit leur nationalité) auxquels se joignent des représentants d'associations locales. Le nombre de jurés est fixé à un pour mille habitants.

### Belgique
En Belgique, depuis la première expérience menée en 2001 dans le Brabant wallon à l'initiative du ministère des Transports et de celui de l'Aménagement du territoire, la fondation pour les générations futures a conduit plusieurs expériences de panel citoyen (site de la fondation pour les générations futures).

### Canada (Québec)
Au Québec, le Directeur général des élections a mandaté l'Institut du Nouveau Monde pour concevoir et animer un jury citoyen sur le financement des partis politiques de la province. Les 12 jurés ont dû, à la suite de deux jours d'auditions et deux jours de délibérations répartis sur 2 fins de semaine en janvier 2010, répondre à la question suivante: "Faut-il ouvrir le financement des partis politiques aux contributions des compagnies et de tout autre regroupement: oui ou non? Si oui, à quelles conditions?  Si non, faut-il modifier les règles existantes?".

### États-Unis
Aux États-Unis, les jurys citoyens ont été introduits par Ned Crosby (Université du Minnesota) dès 1973,.
Des jurys citoyens ont notamment été organisés en 1999 sur les technologies des télécommunications et en 2005 sur les nanotechnologies.

### France
En France, plusieurs expérimentations ont eu lieu au niveau national, notamment sur des questions relatives à la science et à la technologie (bioéthique, OGM, etc.) à partir de 1998. Depuis lors, les conférences de citoyens sont également utilisées par les collectivités territoriales pour formuler des avis sur des sujets très divers : la gestion de l'eau, le traitement des déchets, la politique sociale, le développement rural, la santé... 
Par exemple, les conférences de citoyens locales suivantes ont été organisées (liste non limitative) : 
- en 1998, sur les aliments d'origine transgéniques, par l'Office parlementaire d’évaluation des choix scientifiques et technologiques
- en 2001 sur le changement climatique,
- en 2004, sur le traitement des ordures ménagères à une échelle locale par le Syndicat intercommunal de traitement des déchets de Saint Brieuc (SMICTOM) ;
- en 2006, sur la sécurité et l'environnement, par le Conseil général de Meurthe-et-Moselle[15] ;
- en 2006, sur plusieurs sujets (transports, développement rural, etc.) par la Région Rhône-Alpes ;
- en 2007 sur les nanotechnologies
- en 2008, sur la gestion de l'eau potable, par Nantes métropole ;
- en 2009, sur le Plan municipal de santé, par la Ville de Toulouse ;
- en 2010, sur l'eau et l'assainissement, par la Communauté urbaine de Bordeaux [16]
- en 2014, sur la fin de vie, par le Comité national consultatif d'éthique[17]
- en 2014, sur le projet de centre de stockage de déchets radioactifs en Meuse Haute-Marne (CIGEO)[18] par la Commission nationale du débat public

Les jurys de citoyens sont entrés au cœur du débat présidentiel français de 2007 après que Ségolène Royal a émis l'hypothèse qu'ils puissent être utilisés pour évaluer l'action des élus.

### Suisse
Des panels de citoyens ont été mis en place en Suisse, notamment pour élaborer des informations avant des votations (à Sion et à Genève,), pour élaborer des projets de quartier (à Lausanne), ainsi que pour proposer des mesures de politique alimentaire (au niveau national) ou contre le dérèglement climatique (à Uster).

### Filmographie
- « Les nanos et nous », film de David Hover sur la Conférence de citoyens organisée en 2006 par la Région Île-de-France sur les nanotechnologies (http://espaceprojets.iledefrance.fr, rubrique « nanocitoyens »).